# 성형요새

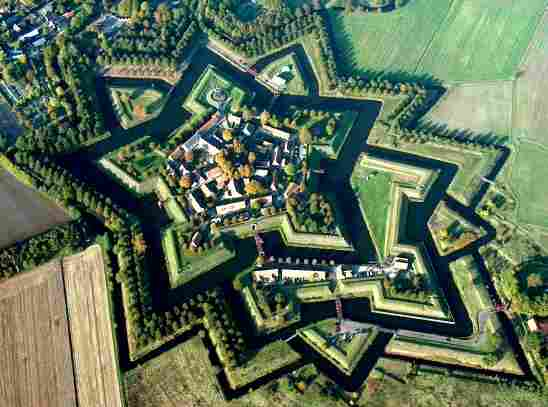

성형요새(星形要塞, 영어: Star Fort, trace italienne)는 화약 병기(캐넌)의 발달로 구시대 유럽을 지배하던 얇고 높은 성벽이 퇴색하자 자연스레 대두된 축성의 한 형태.
이탈리아의 건축가 알베르티에 의해 1440년에 최초로 탄생했으며, 이후 1500년경 피사(Pisa)시에 의해 더욱 개량된 모습을 보였다.
다수의 능보(bastion, 삼각형의 돌출부)를 거느릴수록 방위 효과가 올라가나 하나를 건설할 때마다 약 10,000파운드라는 엄청난 금액이 소요되어 1542년 로마시는 18개의 능보를 갖춘 성의 건설 계획을 취소할 수밖에 없었다.
경우에 따라서는 외부에 반월보(ravelin), 각보(hornworks), 왕관보(crownworks)라 불리는 외루가 설치되는 경우도 있었다.

## 같이 보기
- 성첩
- 수오멘린나
- 16~17세기 베네치아 방어시설 : 스타토 다 테라 - 서부 스타토 다 마르